# حلوى البندقية
طريقة التحضير
يوضع السكر والماء والعسل على النار، يترك حتى يصبح كراميل أبيض لمعرفة إن كان الكراميل جاهز يؤخذ علي طرف ملعقة قليل منه وإن كان يشكل خيوط يصبح جاهز يقلب البندق مع الكراميل سريعاً، يوضع الخليط علي ورق ألمونيوم أو في صينية مدهونة بالزيت ويترك حتى يبرد قليلاً، يقلب إن كان بصينية ويقطع مربعات ويقدم، سهلة وقت التحضير 25 دقيقة تكفي ل4 أشخاص.

## المكونات
- 2 كوب بندق محمص ومقشر
- 1/2 كوب سكر
- 1/2 كوب عسل ذرة(جلوكوز)
- 1/2 كوب ماء